# Sommet Afrique-Amérique latine
Les sommets Afrique-Amérique latine sont des rencontres internationales multilatérales entre pays d'Afrique et d'Amérique latine.

## Histoire
L'initiative d'un sommet Sud-Sud a pris forme en 2004 lors d'une rencontre entre les présidents Olusegun Obasanjo (Nigeria) et Luiz Inácio Lula da Silva (Brésil).

### Éditions

#### 2006, Nigeria
La première édition du sommet ASA (Africa-South America) s'est déroulée à Abuja au Nigeria du 26 au 29 novembre 2006. 21 chefs d'État ont participé au sommet.
À l'issue du sommet, la déclaration d'Abuja fut prononcée et le plan d'action d'Abuja adopté. Le plan propose la création d'une commission énergétique Afrique-Sud-américaine, d'une banque commune, d'un réseau d'universités faisant un pont entre les deux continents.

#### 2009, Venezuela

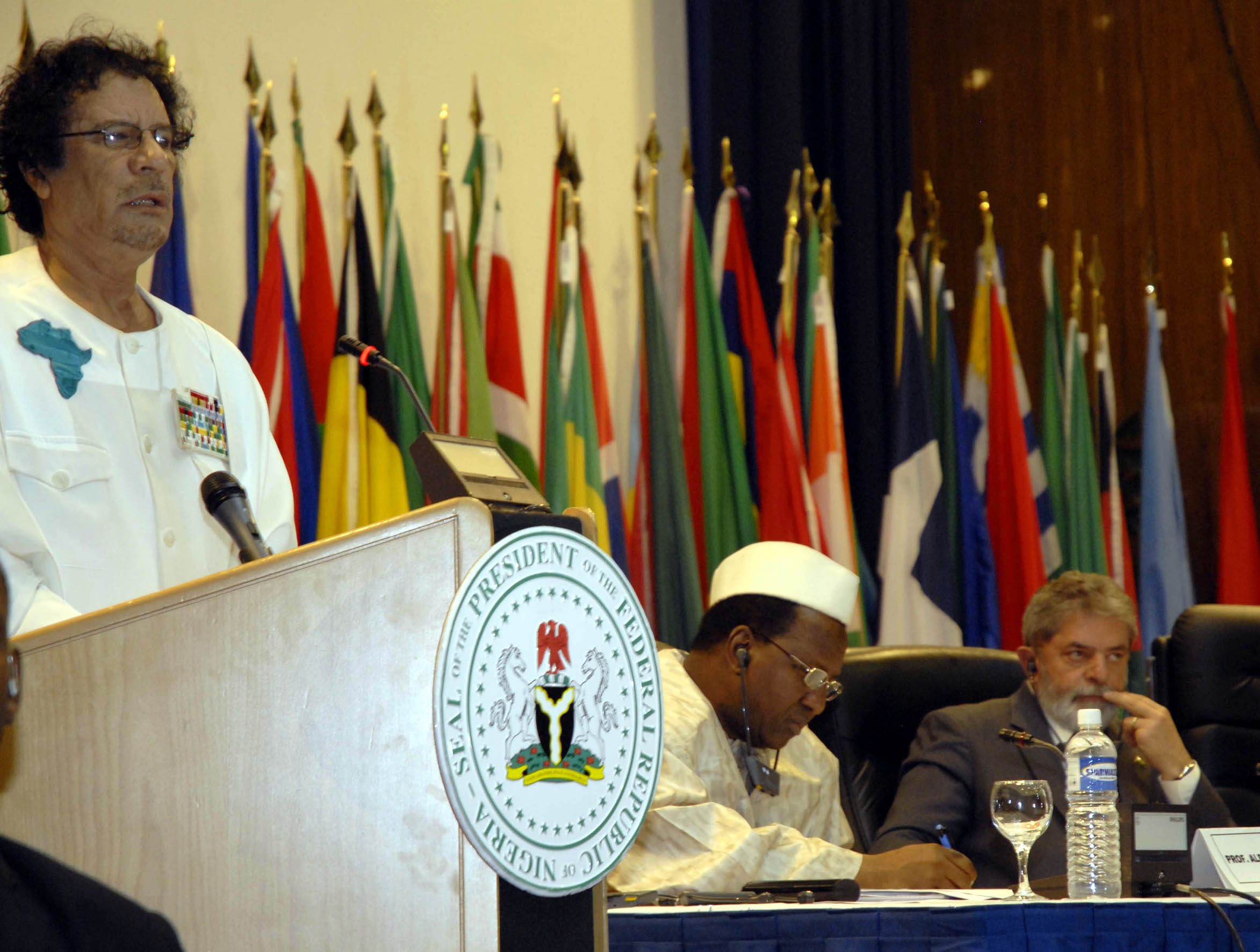
Mouammar Kadhafi s'exprimant devant le président de la commission de l'Union africaine Alpha Oumar Konaré et le président du Brésil Luiz Inácio Lula da Silva lors du sommet de 2006 au Nigeria.

La deuxième édition du sommet s'est déroulée dans les îles Margarita au Venezuela du 26 au 27 septembre 2009. 29 chefs d'État ont participé au sommet.
Lors de cette édition, Hugo Chávez, président du Venezuela, et Mouammar Kadhafi, dirigeant de la Jamahiriya arabe libyenne, ont appelé à un renforcement des liens économiques et militaires entre les continents, Chávez souhaitant notamment lutter contre les influences « impériales » et se rapprocher de pays africains membres de l'Organisation des pays exportateurs de pétrole, comme l'Angola et le Nigeria. Kadhafi a souligné les idéaux « révolutionnaires » communs entre l'Afrique et l'Amérique latine, forgés au sein de la lutte contre le colonialisme.

#### 2016, Pérou
La 4e édition du sommet était prévue pour le premier trimestre 2016.

## Organisation
À l'issue du premier sommet, un secrétariat permanent a été créé avec l'agenda de définir un plan d'action sur la période 2010-2020. Un organe chargé de monitorer les avancées du projet a également été mis en place, avec les objectifs suivants :
- Proposer de nouvelles initiatives découlant de celles déjà validées ;
- Suivre le progrès de l'implémentation du programme ;
- Communiquer sur les accords conclus ;
- Assurer un suivi des décisions ministérielles ;
- Formuler des recommandations lors des sommets.

Cet organe de suivi se manifeste lors des évènements suivants :
- Réunions entre ministres des affaires étrangères ;
- Réunions entre les 8 différents groupes de travail chargés de l'implémentation ;
- Réunions entre les principaux responsables des sommets.

## Critiques
Sur le site de l'Union africaine, le sommet est décrit comme une bonne initiative manquant de réalisations concrètes à cause d'un manque de mécanismes qui garantiraient l'implémentation des projets définis.